# 梁文 (南汉)
梁文，唐朝末年至五代十国南汉人物，京兆万年人。
刘隐在岭南，招揽中原士族，梁文前来进入刘隐幕府。刘岩继任，梁文留佐军府。梁文反对刘岩称帝，在南汉建立后，辞官隐居东莞。

## 子孙
- 子：梁光運，官至右职，捕盗，交战被害。
- 子：梁光遠，担任兵职。
  - 孙：梁頵，字微之，梁光遠子，好学善词，在宋朝历任武仙主簿、郁林县尉、封州司户参军、光禄寺丞。